# 托马斯·哈钦森
托马斯·哈钦森（ 1711年9月9日—1780年6月3日）美国革命时期马萨诸塞湾省商人、历史学家和效忠派政治家，被认为是革命前马萨诸塞效忠派最重要的人物。哈钦森曾在马萨诸塞政府的高层工作多年，担任副总督，并于1758年至1774年担任总督。